# Odprto prvenstvo Anglije 1990
Odprto prvenstvo Anglije 1990 je teniški turnir za Grand Slam, ki je med 25. junijem in 8. julijem 1990 potekal v Londonu.

## Moški posamično
Stefan Edberg :  Boris Becker 6-2 6-2 3-6 3-6 6-4

## Ženske posamično
Martina Navratilova :  Zina Garrison 6-4 6-1

## Moške dvojice
Rick Leach /  Jim Pugh :  Pieter Aldrich /  Danie Visser 7-6(7-5) 7-6(7-4) 7-6(7-5)

## Ženske dvojice
Jana Novotná /  Helena Suková :  Kathy Jordan /  Elizabeth Smylie 6-4 6-1

## Mešane dvojice
Rick Leach /  Zina Garrison :  John Fitzgerald /  Elizabeth Smylie 7-5 6-2